# Les tres Gràcies (Canova)
L'obra de Antonio Canova Les tres Gràcies és un grup escultòric d'estil neoclàssic, en marbre, de les tres càrites mitològiques, filles de Zeus que representaven la bellesa, l'encant i l'alegria. Les Gràcies presidien banquets i reunions principalment per entretenir i delectar els invitats dels Déus. S'identifiquen en alguns gravats de l'estàtua com (d'esquerra a dreta) Aglaia, Eufròsine i Talia. De l'obra de Canova existeixen realment dues versions: la primera, encarregada per Josefina de Beauharnais, esposa de Napoleó, es conserva en el Museu de l'Ermitage de Sant Petersburg (Rússia); la segona, encarregada per un noble anglès, el duc de Bedford, va sortir a la venda el 1994 i va ser adquirida per dues institucions britàniques que l'exposen alternativament, el Victoria & Albert Museum de Londres i la National Gallery of Scotland.

## Versions
John Russell, duc de Bedford, va visitar Canova en el seu estudi a Roma el 1814 i allà va quedar impressionat per la primera versió de Les tres Gràcies esculpida per a Josefina de Beauharnais. L'emperadriu va morir al maig d'aquell mateix any per la qual cosa el duc es va oferir a comprar la peça ja acabada, però no va tenir èxit, ja que el fill de Josefina, Eugène de Beauharnais, la va reclamar. Sense immutar-se, el duc va encarregar una segona versió. La primera seria portada pel net de Josefina, Maximilià de Beauharnais, a Sant Petersburg; ara es conserva en el Museu de l'Hermitage.
El procés d'esculpit de la segona versió va començar el 1814 i es va completar el 1817. Finalment l'any 1819, es va instal·lar en la residència del duc, el palau de Woburn Abbey. Canova fins i tot va fer un viatge a Anglaterra per supervisar la seva instal·lació, escollint un pedestal de marbre amb una tapa giratòria. Aquesta versió ara pertany conjuntament al Victoria and Albert Museum i les Galeries nacionals d'Escòcia, després de llargues i accidentades negociacions. Els descendents del duc de Bedford van tancar un acord de venda amb el Museu J. Paul Getty de Califòrnia, però seguint requisits de la legislació britànica, l'exportació de l'obra es va posposar durant uns mesos per donar temps a una eventual contraoferta d'institucions nacionals. Es va obrir una subscripció popular per reunir donacions, que unida a aportacions estatals va ajudar a retenir l'escultura en terra britànic. Finalment el 1994 va passar a ser co-propietat del Victoria and Albert Museum de Londres i de les National Galleries d'Escòcia. El baró i col·leccionista Hans Heinrich Thyssen-Bornemisza havia aportat una substancial donació —pròxima a un milió d'euros—, i en senyal de gratitud l'escultura li va ser prestada temporalment per al Museu Thyssen-Bornemisza de Madrid.
La versió de l'Hermitage està tallada en marbre viat i té un pilar quadrat darrere la figura de l'esquerra. La versió de Woburn Abbey ara a Londres està tallada en marbre blanc i té un pilar rodó, i la figura central té una cintura lleugerament més àmplia.

## Tècnica artística i descripció
L'obra està tallada d'una única peça de marbre blanc. Els assistents de Canova van desbastar el marbre fins a perfilar les figures, i van deixar a Canova acabar la talla final i donar forma a la pedra per ressaltar la pell suau de les Gràcies. Això va ser una marca registrada de l'artista, i l'obra mostra una forta aliança al moviment neoclàssic del qual Canova és el màxim exponent en el camp de l'escultura. Les línies són exquisides, refinades i elegants.

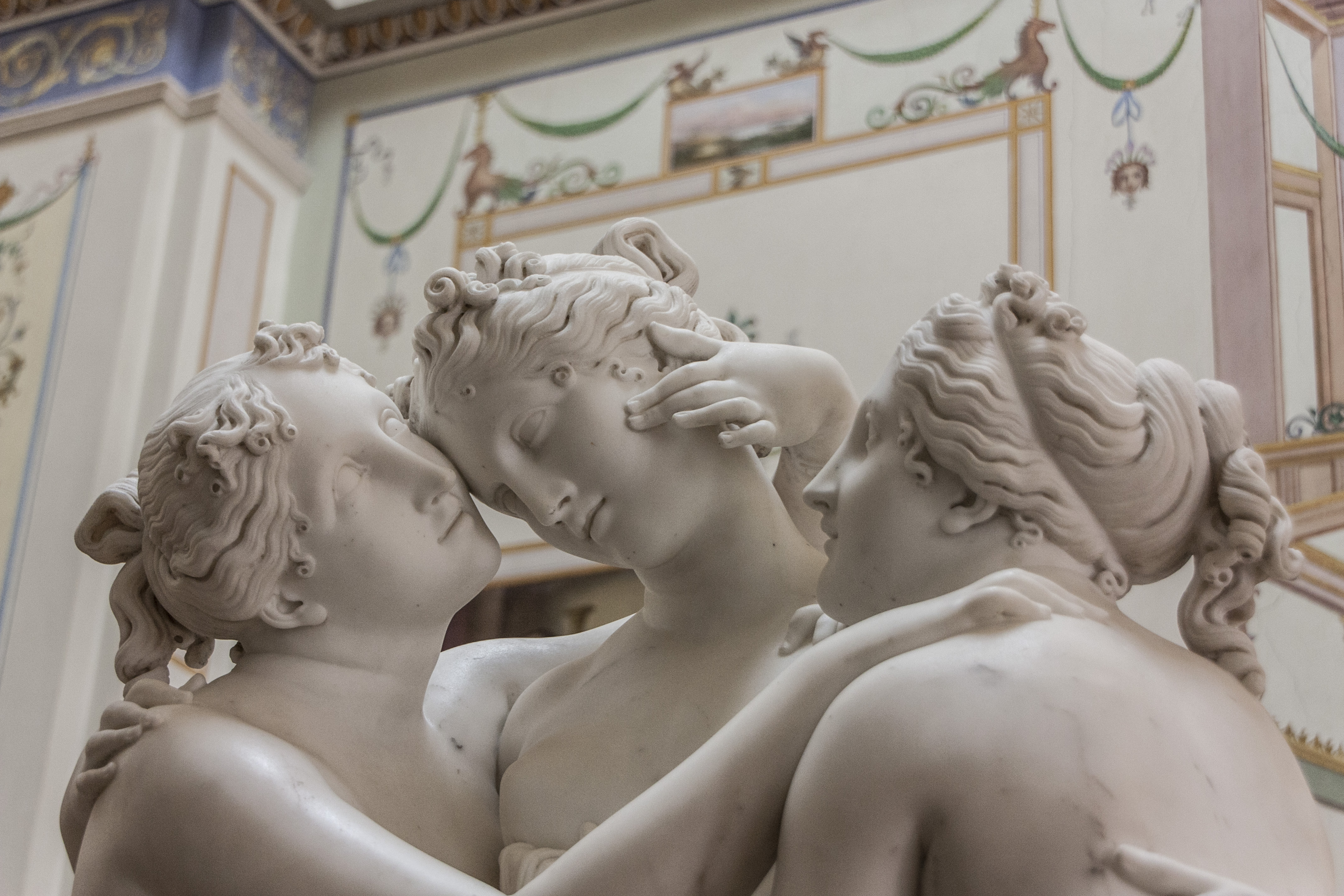
Detall dels caps de Les tres Gràcies, al museu de l'Ermitage

Les tres deesses es mostren nues, juntes en una abraçada, els seus caps gairebé tocant-se en el que molts han qualificat com una obra de «càrrega eròtica». Estan dretes, inclinades cap endins; potser discutint un problema comú, o simplement gaudint d'estant plegades. Els seus estils pentinat són similars, amb el cabell trenat i sostingut en la part superior dels seus caps en un nus.
L'estil és elegant i suggereix refinament i classe; hi ha una bellesa delicada en elles que és comuna en tota l'escultura de Canova. Els historiadors de l'art han comentat l'equilibri pacífic que sembla existir entre els caps de les tres Gràcies. A diferència de les composicions habituals de les tres Gràcies, que deriven de l'antiguitat —a on les figures externes estan col·locades cap a l'espectador i la figura central s'acosta a les seves amigues amb la seva esquena a l'espectador— les figures de Canova estan de l'un costat a l'altre, enfrontant-se.
Les tres figures de les dones es converteixen en una per l'abraçada, unida no solament per les seves mans, sinó també pel vel que es cargola en les tres. La unitat de les Gràcies és un dels temes principals de l'obra. A la primera versió de l'obra encarregada per Josefina, les Gràcies estan dretes en un altar de sacrificis adornat amb tres corones de flors i garlandes simbolitzant els seus vincles fràgils i propers.